# Polydore fils de Priam
Pour les articles homonymes, voir Polydore.
Polydore ou Polydoros (en grec ancien Πολύδωρος / Polýdôros ou en latin Polydorus) est, dans la mythologie grecque,  un prince troyen. Il est le plus jeune fils de Priam et d'Hécube, selon notamment Hygin, ou de Laothoé selon Homère. Il est tué par Achille durant la guerre de Troie ou bien est l'objet d'un complot tragique alors qu'il est réfugié en Thrace.
Toutefois, son rôle et son histoire varient significativement selon les sources et les traditions.

## Destin mortel au combat

### Homère, l’Iliade
Il est habile à la course, agile, et bien que son père Priam le tienne à l'écart des combats, car il est le dernier-né et le préféré de ses fils, il agit par bravade pendant le siège de Troie et Achille le tue d'un coup de lance plantée dans son dos, là où sa double cuirasse fait défaut. Le coup est si violent que la pointe de l'arme traverse jusqu'au nombril, obligeant Polydore à s'agenouiller, agonisant en tenant ses entrailles dans ses mains. Son frère Hector arrive trop tard pour lui porter assistance. 
Plus tard dans la bataille, Priam supplie Hector de renoncer à son duel avec Achille, après que plusieurs de ses fils ont été tués et que certaines de ses filles ont été capturées. Il le conjure de venir s'abriter derrière les murailles : à cet instant, il semble encore croire que Polydore puisse être prisonnier sous les tentes grecques. Il est prêt même à verser rançon contre sa liberté, de par son or et celui qu'Altès a légué à sa fille Laothoé qui, selon Homère, est la mère de Polydore.

## Objet d'un complot en Thrace

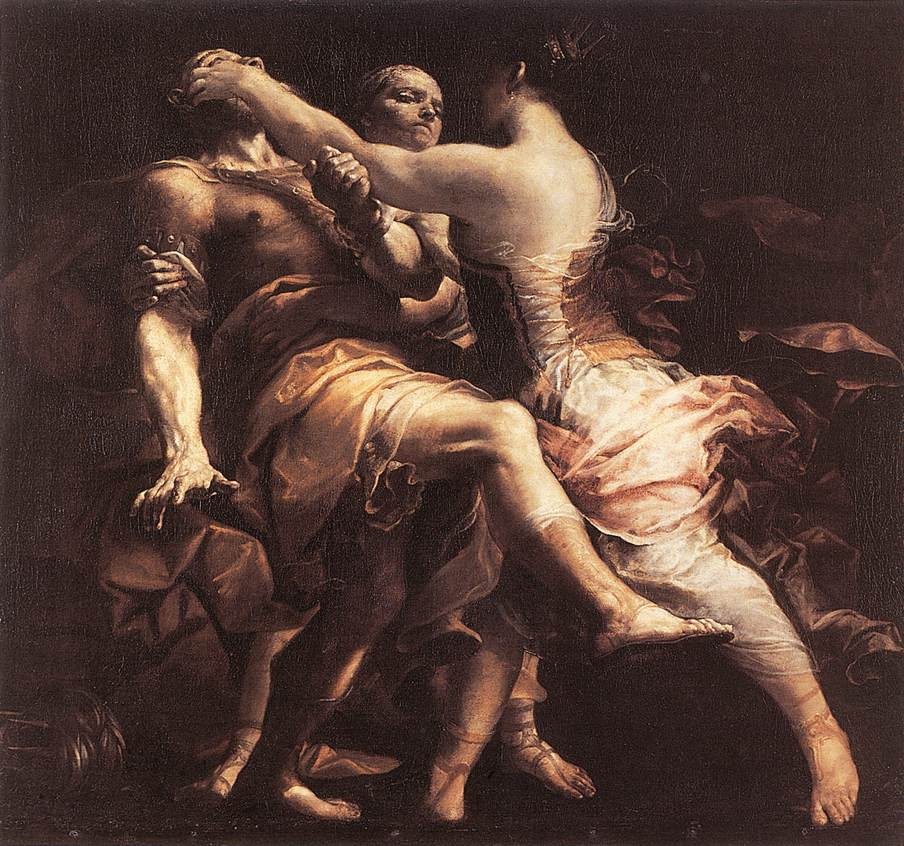
Hécube perçant de rage les yeux du roi Thrace Polymnestor, peinture de Giuseppe Crespi, XVIIIe siècle, Musées royaux des beaux-arts de Belgique.

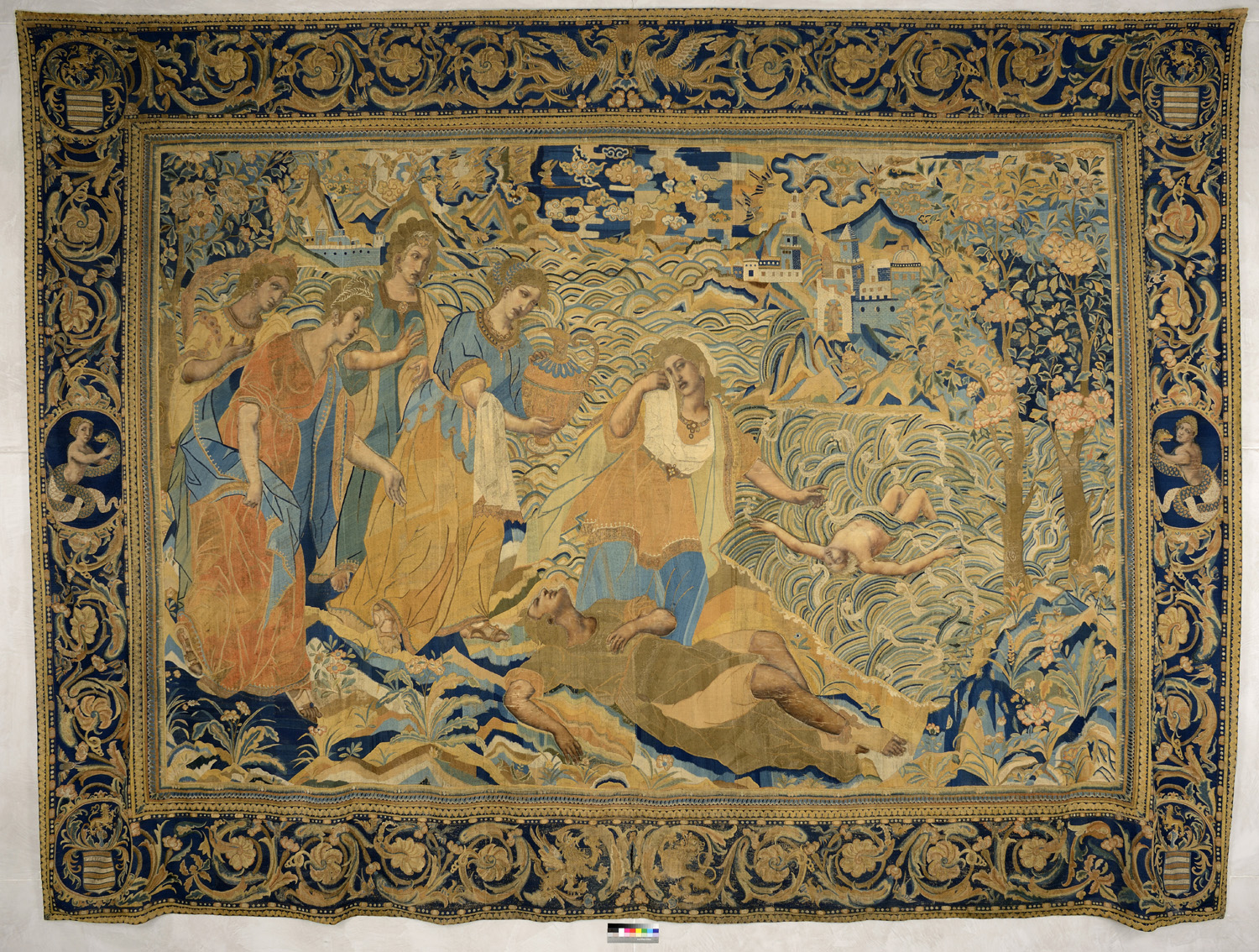
Hécube et les Troyennes (dont l'une tend une amphore que l'on peut penser contenant de l'eau) pleurant Polydore gisant à leur pied après avoir été porté par les flots, La Mort de Polydoros, Tapisserie de soie et de satin peints avec fils d'or, XVIIe siècle, Musée des beaux-arts de Lyon.

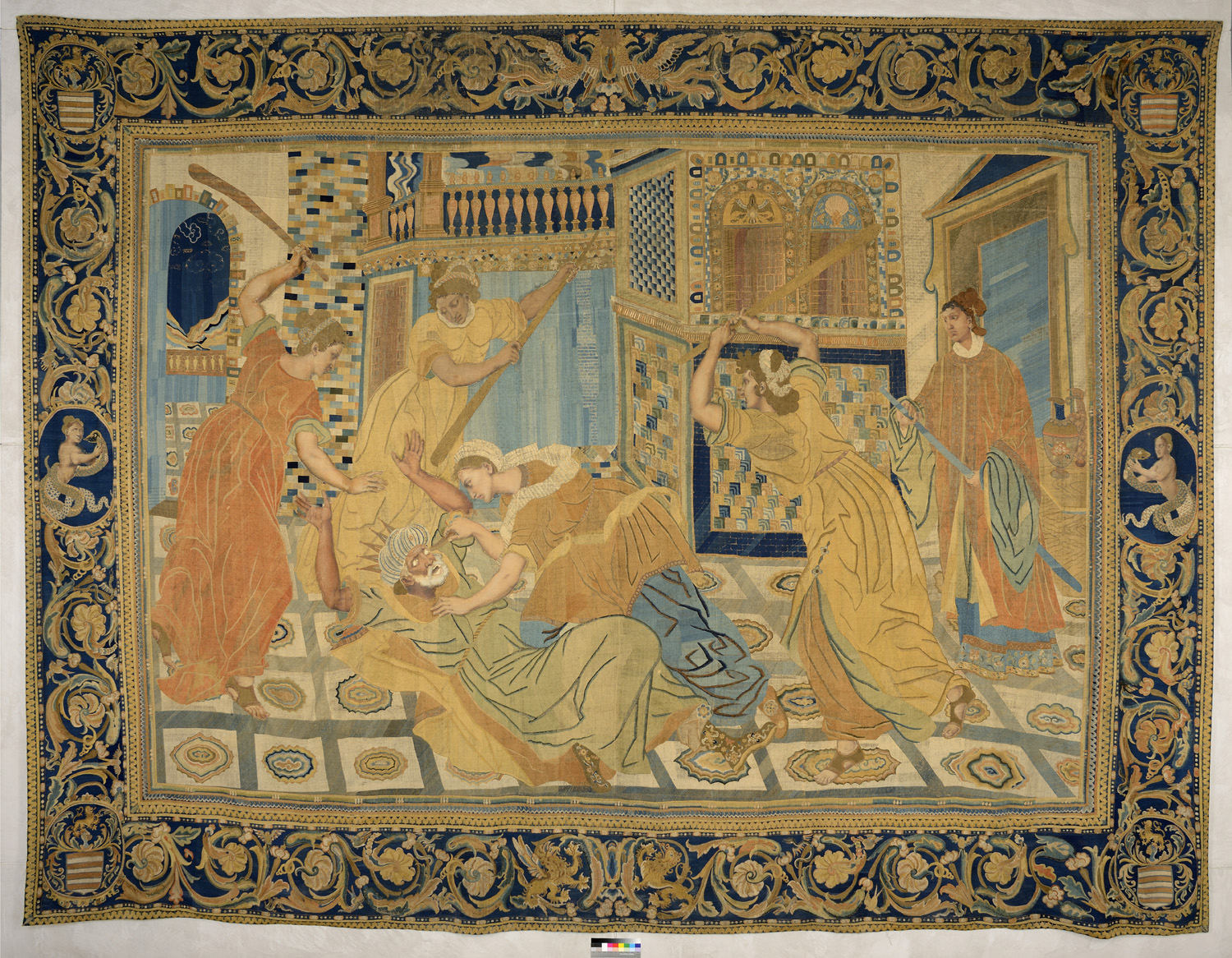
Hécube perçant les yeux de Polymnestor et les Troyennes le battant, La Vengeance d'Hécube, Tapisserie de soie et de satin peints avec fils d'or, XVIIe siècle, Musée des beaux-arts de Lyon.

Alors qu'il est envoyé en Thrace pour y être protégé par son roi, Polydore est l'objet d'un complot, motivé par la cupidité. Ce complot a souvent une issue funeste pour lui.

### Ovide, lesMétamorphoses
Priam envoie secrètement Polydore en Thrace, en face de Troie, chez le riche roi Polymnestor afin de le tenir loin de la pratique des armes et de lui assurer son éducation. Mais il le pourvoie d'une importante quantité d'or qui va nourrir la cupidité du roi Polymnestor. Celui-ci attend que la bonne étoile des Troyens tombe, et d'allié fidèle il devient un traître qui tranche la gorge de son pupille, puis il jette son cadavre depuis un récif dans les flots, afin d'effacer toute trace de son crime.
Parallèlement à ces événements, les Grecs, qui sont sur leur chemin de retour, font escale en Thrace. Ils emmènent avec eux des captives troyennes, au nombre desquelles Hécube, la mère de Polydore. Durant cet arrêt, celle-ci assiste alors au sacrifice de sa fille Polyxène. Éperdue de douleur, elle demande aux Troyennes un récipient d'eau pour nettoyer le visage de sa fille. Et c'est alors qu'elle découvre le corps de Polydore, gisant au bord de l'eau, et portant la trace de nombreux coups de lance. Hécube perd ainsi coup sur coup ses deux enfants qui étaient sa seule raison de rester en vie.
Tandis que les Troyennes font monter leurs cris autour du cadavre de Polydore, sa mère se contient et retient sa rage dans le silence. Oubliant son âge, et réfléchissant comme si elle était encore reine, elle veut venger son fils, et demande une audience à Polymnestor, prétextant qu'elle veut lui donner de l'or resté caché à son fils Polydore. Le roi aveuglé par son désir de richesse accepte et dans le secret vient à elle — rencontre dont les dieux sont témoins — la pressant de  dire où se trouve cet or afin qu'il le donne à son fils. Face à ce mensonge doublé d'un acte impie, Hécube appel les autres Troyennes à l'aide et déverse sa colère sur Polymnestor. N'ayant plus désormais d'autres armes que son corps, elle perce de ses doigts les yeux du Thrace, et plongeant ses mains, noyées d'un sang abondant, dans les orbites vides, continue à les racler. Elle ne peut plus que hurler son désespoir et celui de la dynastie de Troie. Les Thraces lapident Hécube pour venger leur roi.

### Euripide,Hécube
Euripide, développe dans sa pièce une version assez similaire à celle d'Ovide, avec quelques variantes et précisions :
- Il fait de Polymnestor un roi de Chersonèse[3], qu'on localise comme la péninsule en face de Troie, la Chersonèse de Thrace, aujourd'hui péninsule de Gallipoli, en Turquie ;
- Le roi Polymnestor est un grand ami de la maison de Troie qui lui donnait ce qu'il désirait ;
- Euripide ajoute que seul l'or a été envoyé secrètement afin que, si Troie venait à tomber, les enfants de Priam et donc Polydore ne soient pas dans le besoin ;
- Si Priam envoie son fils au loin de Troie, c'est en raison de son jeune âge qui le rend inapte au maniement des armes ;
- Tant que le royaume de Troie est resté debout  et ses remparts intacts, et aussi longtemps qu'Hector, le frère de Polydore, a eu l'avantage dans les combats, Polydore grandit dans le palais de son père adoptif comme un fils ; mais dès que le palais de Troie a été détruit et Priam tué, Polymnestor tue Polydore ;
- Le corps de Polydore est baigné par les vagues, sur le sable du rivage, sans sépulture, sans les larmes des siens ; il est mort trois jours avant qu'Hécube n'arrive dans la région, et c'est une esclave qui découvre en premier le corps et va le montrer à Hécube dans sa tente ;
- L'auteur fait dire à Polyxène qui va être sacrifiée qu'elle croit encore que Polydore est en vie, et qu'il le restera jusqu'à ce que sa mère meure de vieillesse — mère qui espère aussi qu'il est vivant même si elle en doute ;
- Pour se venger du roi Polymnestor, Hécube hésite, mais sollicite finalement l'aide du grec Agamemnon qui se charge de demander audience auprès du roi Thrace, et de s'assurer de la passivité des Grecs afin qu'ils ne portent pas secours aux Thraces ;
- Les Grecs, par la bouche d'Agamemnon, ignorent l'existence de Polydore; ils croient avoir tué tous les fils d'Hécube à Troie ;
- Agamemnon a de la compassion pour le destin de Polydore, notamment parce qu'il s'agit du frère de son amante Cassandre ;
- Hécube a l'intention de faire bâtir un tombeau commun pour Polydore et Polyxène, sa sœur ;
- Lors de l'entrevue avec Polymnestor, Hécube demande aussi que ses propres fils y participent, et Polydore n'est pas considéré comme le fils de Polymnestor : Polymnestor dit qu'il était les confins de la Thrace quand Hécube vient accoster, mais il ment aussi en disant que Polydore est vivant et qu'il aurait voulu venir la voir secrètement ici. Hécube craint donc que son fils l'ait oublié, et elle appâte le roi cupide en lui parlant de l'emplacement du trésor des Priamides, qui serait dans le temple d'Athéna la Troyenne , là où se trouve une pierre noire sortant de la terre. Alors que Polymnestor s'assoit sur un lit, les Troyennes viennent vers lui et comme vers un ami, lui retirent son arme et son manteau, avant de tuer les fils de Polymnestor avec de poignards dissimulés sous leurs robes et de rendre aveugle Polymnestor en lui perçant les yeux au moyen d'une agrafe à vêtement ou à cheveux. Toutefois, celui-ci ne meurt pas ;
- Agamemnon est amené à être juge entre Hécube et Polymnestor qui avoue son meurtre, mais prétexte pour sa défense avoir agi en faveur des Grecs, de manière que Troie ne puisse être rebâtie et que les Grecs doivent de nouveau la combattre. Hécube affirme que c'est l'or qui intéresse Polymnestor : s'il n'a pas tué Polydore avant que Troie ne tombe, c'est parce qu'il était plus intéressant qu'il reste en vie dans la perspective qu'il soit récompensé d'avoir été son hôte ; s'il est l'ami des Grecs, pourquoi ne pas avoir livré avant vivant Polydore ? Agamemnon tranche en faveur d'Hécube et condamne le crime du roi car sinon cela serait pour lui une infamie
- Polymnestor sans le salut d'Agamemnon, ayant perdu ses fils, aveugle désormais, finit par menacer, sous l'égide d'un oracle de Dionysos, en condamnant la mère de Polydore à se jeter dans l'eau ou depuis un mât et à être considérée dans la postérité comme une chienne au regard enflammé tandis qu'il prévoit un destin funeste pour Agamemnon ; il existe un lieu en Chersonèse de Thrace, appelé Cynocème, ou littéralement « tombe de la chienne »[4],[5].

Le moment de la mort de Polyxène est placé  parfois avant le départ de Troie et n'est donc pas associée à une aventure thrace. Euripide lui-même, dans Les Troyennes, dont les évènements décrits sont antérieurs à ceux d'Hécube (la pièce a été présentée avant Les Troyennes), expose de manière contradictoire donc, la mort de la fille d'Hécube s’apprêtant à embarquer captive sur les navires grecs avant que l'on ne mette feu à la ville de Troie.

### Hygin,Fables
Selon Hygin, Polydore est envoyé en Thrace chez le roi Polymnestor, qui a épousé sa sœur, Iliona. Celle-ci l'élève comme son propre fils, le considérant comme le frère de l'enfant qu'elle a eu de Polymnestor, Déipyle (it). Après la chute de Troie, les Grecs voulant éliminer tous les Priamides, ayant déjà jeté par-dessus les murailles de Troie son neveu Astyanax alors encore nourrisson, proposent une forte somme d'argent à Polymnestor ainsi que le mariage avec Électre, la fille d'Agamemnon, dans l'intention qu'il se débarrasse de Polydore. Celui-ci accepte mais tue involontairement son propre fils Déipyle sans qu'il le sache vraiment, car Iliona intervertit les deux nourrissons afin de protéger son frère aux dépens de sa propre chair...
Plus tard, Polydore s'adresse à l'oracle d'Apollon qui lui appris que sa ville a été brûlée, son père tué et sa mère est en servitude. À son retour, ne comprenant pas cet oracle qui lui semble faux, se croyant être le fils de Polymnestor, pensant être Déipyle, il demande conseil à sa mère par procuration : Iliona ne peut alors que lui révéler la triste vérité, qu'il n'est pas le fils du roi Polymnestor et que ce dernier n'a pas hésité à le mettre à mort. Sur le conseil d'Iliona, il aveugle le roi et le tue.

### Virgile,l'Énéide

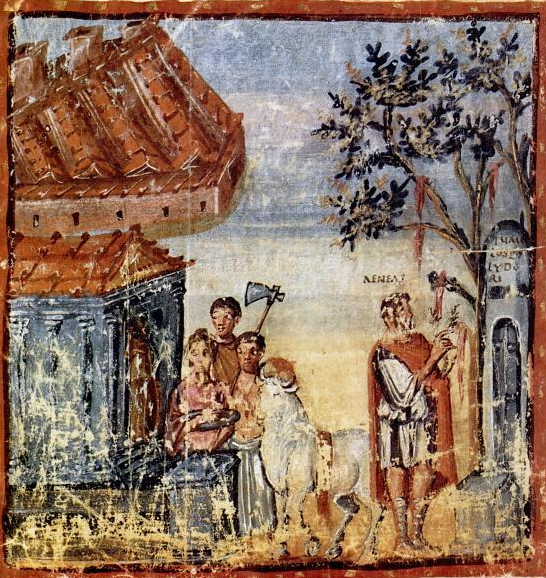
Énée (à droite) à la sépulture de Polydore (représentée ici comme un ensemble de construction), enluminure sur parchemin, vers le, Bibliothèque apostolique vaticane.

Alors qu'ils quittent à contrecœur la Troade et Troie en ruine, Énée et un ensemble de Troyens embarquent pour les rivages d'une région voisine, en Thrace, une terre guerrière où l'on sait seulement qu'elle a été jadis gouvernée par un certain roi Lycurgue. On apprend néanmoins la relation que cette région thrace a entretenue avec les Troyens, puisqu'ils ont été alliés et ont des dieux proches de ceux de Troie avant la chute de la ville. 
L'intention d'Énée est de fonder une nouvelle ville à son nom. Alors qu'il commence par sacrifier un taureau blanc, Énée s'aperçoit non loin de là au sommet d'un petit tumulus, un taillis de cornouiller et de myrte dont il a bien l'idée d'en garnir son autel. Mais alors qu'il en cueille à plusieurs reprises, voilà-t-il pas que du suc ensanglanté en jaillit et finit par souiller le sol. Il est alors pris d'effroi en entendant une voix venant d'outre-tombe. Il s'agit de Polydore, qui telle une ombre, surgit de son dernier lieu de repos en priant Énée, son oncle précisément, de respecter sa sépulture, de lui offrir l'asile de la mort et de fuir cette région, lui apprenant que ce pays cupide qui a été le sien ne lui a finalement donné qu'une vie de misère : il y a été assassiné traitreusement par de multiples coups de lance dans ses flancs. 
Virgile précise que Priam a confié secrètement au roi thrace son enfant avec une grande quantité d'or pour qu'il l’élève alors qu'il doute déjà des armes de Troie. Quand la bonne fortune se détourne des Troyens vers les Grecs, le roi thrace bafoue la parole qu'il a donnée, et il massacre ou fait massacrer Polydore puis s'empare de son or. De cette terre jugée profanée et donc peu apte à abriter les descendants des Troyens, Énée et son groupe s'éloignent à jamais, après avoir cependant redressé et nettoyé le tombeau de Polydore, et organisé des funérailles en son honneur au cours desquelles les femmes troyennes qui ont survécu défont leurs cheveux selon le rite pour témoigner leur deuil et leur adieu à leur prince.

### Dictys de Crète,l'Éphéméride de la guerre de Troie
C'est parce qu'Ajax fils de Télamon jette la désolation dans la Chersonèse de Thrace et qu'il redoute cet ennemi venu affaiblir les soutiens de Troie que le roi Polymnestor, ignorant par ailleurs qu'il ne pourra lui opposer une véritable résistance, achète la paix avec les Grecs. Il livre donc Polydore — Priam lui avait confié pour qu'il l'élève — qui n'est alors qu'un enfant. Pour se concilier encore mieux la faveur des Grecs, Polymnestor donne aussi quantité d'or, d'argent et autres objets précieux. Dans cet accès soudain de générosité, le roi thrace va en outre fournir en grain l'armée grecque pendant une année entière. Ajax en remplit ses navires... La trahison de Polymnestor le conduit aussi naturellement à renoncer solennellement et avec imprécations à l'alliance qu'il avait contracté avec Priam... Polymnestor et son royaume finissent par obtenir la bienveillance d'Ajax.

## Sources
- Homère, Iliade [détail des éditions] [lire en ligne] (XX, 407-420 ; XXII, 45-55).
- Hygin, Fables [détail des éditions] [(la) lire en ligne] (CIX).
- Ovide, Métamorphoses [détail des éditions] [lire en ligne] (XIII, 429-435 et 531-575).
- Virgile, Énéide [détail des éditions] [lire en ligne] (III, 13-72).
- Euripide, Hécube [détail des éditions] [lire en ligne] (pièce entière).
- Dictys de Crète, Éphéméride de la guerre de Troie [détail des éditions] [lire en ligne] (II, 18).